# بوسطون سيمبيي
بوسطون سيمبيي (بالإنجليزية: Boston Simbeye)‏ (مواليد 24 ديسمبر 1959) هو ملاكم مالاوي، مثّل بلاده في الألعاب الأولمبية الصيفية 1988.

## روابط خارجية
بوسطون سيمبيي على موقع اللجنة الأولمبية الدولية (الإنجليزية)
- بوسطون سيمبيي على موقع أوليمبيديا (الإنجليزية)